# Sam Harris
Samuel Benjamin Harris (nascut el 9 d'abril de 1967) és un filòsof, neurocientífic, autor i amfitrió de pòdcasts nord-americà. El seu treball aborda una àmplia gamma de temes, com ara la racionalitat, la religió, l'ètica, el lliure albir, la neurociència, la meditació, la psicodèlia, la filosofia de la ment, la política, el terrorisme i la intel·ligència artificial. Harris va arribar a ser destacat per les seves crítiques a la religió, i l'islam en particular, i és conegut com un dels "quatre genets" del nou ateisme, juntament amb Richard Dawkins, Christopher Hitchens i Daniel Dennett.
El primer llibre de Harris, The End of Faith (2004), va guanyar el premi PEN/Martha Albrand per la primera no-ficció i va romandre a la llista dels més venuts del New York Times durant 33 setmanes. Harris ha escrit des de llavors sis llibres addicionals: Letter to a Christian Nation el 2006, The Moral Landscape: How Science Can Determine Human Values el 2010, l'assaig de llarg format Lying el 2011, el llibre breu Free Will el 2012, Waking Up: A Guide to Spirituality Without Religion el 2014 i (amb l'escriptor britànic Maajid Nawaz) Islam and the Future of Tolerance: A Dialogue el 2015. L'obra de Harris s'ha traduït a més de 20 idiomes.
Harris ha debatut amb moltes figures destacades sobre temes relacionats amb Déu o la religió, com William Lane Craig, Jordan Peterson, Rick Warren, Andrew Sullivan, Reza Aslan, David Wolpe, Deepak Chopra, Ben Shapiro i Jean Houston. Des del setembre de 2013, Harris acull el podcast Making Sense (originalment titulat Waking Up), que té una gran audiència. El setembre de 2018, Harris va llançar una aplicació de meditació, Waking Up with Sam Harris. Les opinions de Harris sobre el lliure albir, la raça i l'islam han generat controvèrsia. Va ser un dels membres bàsics originals de l'anomenada "Intellectual Dark Web", tot i que Harris ha afirmat que no s'identifica com a part d'aquest grup.
Alguns crítics han argumentat que els escrits de Harris són islamòfobs. Harris i els seus partidaris, però, rebutgen aquesta caracterització, afegint que aquest etiquetatge és un intent de silenciar les crítiques. També diuen que sovint se'l treu de context.

## Infància i educació
Samuel Benjamin Harris va néixer a Los Angeles, Califòrnia, el 9 d'abril de 1967. És fill de l'actor Berkeley Harris, que va aparèixer principalment a pel·lícules de western, i de l'escriptora i productora de televisió Susan Harris (de soltera Spivak), que va crear Soap i The Golden Girls, entre altres sèries. El seu pare, nascut a Carolina del Nord, era d'origen quàquer, i la seva mare és jueva però no religiosa. Va ser criat per la seva mare després del divorci dels seus pares quan tenia dos anys. Harris ha afirmat que la seva educació va ser completament secular i que els seus pares poques vegades parlaven de religió, tot i que també va afirmar que no es va criar com a ateu.
Tot i que originalment es va especialitzar en llengua anglesa, Harris es va interessar per les qüestions filosòfiques mentre estava a la Universitat Stanford després d'una experiència amb MDMA. L'experiència el va portar a interessar-se per la idea que podria aconseguir coneixements espirituals sense l'ús de drogues. Deixant Stanford al seu segon any, un trimestre després de la seva experiència psicoactiva, va visitar l'Índia i el Nepal, on va estudiar meditació amb professors de religions budistes i hindús, incloent-hi Dilgo Khyentse. Onze anys més tard, el 1997, va tornar a Stanford, completant una llicenciatura en filosofia el 2000. Harris va començar a escriure el seu primer llibre, The End of Faith, immediatament després dels atacs de l'11 de setembre.
Va rebre un doctorat en neurociència cognitiva el 2009 per la Universitat de Califòrnia, Los Angeles, utilitzant imatges de ressonància magnètica funcional per dur a terme investigacions sobre les bases neuronals de la creença, la incredulitat i la incertesa. La seva tesi es titulava The Moral Landscape: How Science Could Determine Human Values. El seu conseller va ser Mark S. Cohen.

## Carrera

### Escriptura
L'escriptura de Harris se centra en la filosofia, la neurociència i la crítica de la religió. Va arribar a ser destacat per la seva crítica a la religió (l'islam en particular) i se'l descriu com un dels quatre genets de l'ateisme, juntament amb Richard Dawkins, Christopher Hitchens i Daniel Dennett. Ha escrit per a publicacions com The New York Times, Los Angeles Times, Economist, London Times, Boston Globe i The Atlantic. Cinc dels llibres de Harris han estat best-sellers del New York Times i els seus escrits s'han traduït a més de 20 idiomes. The End of Faith (2004) va romandre a la llista dels més venuts del New York Times durant 33 setmanes.
Harris té un capítol que ofereix consells al llibre d'autoajuda de 2016 de Tim Ferriss, Tools of Titans .

### Debats sobre religió
El 2007, Harris va participar en un llarg debat amb el comentarista conservador Andrew Sullivan al fòrum d'Internet Beliefnet. L'abril de 2007, Harris va debatre amb el sacerdot evangèlic Rick Warren per a la revista Newsweek. Harris també va debatre amb el rabí David Wolpe el 2007. El 2010, Harris es va unir a Michael Shermer per debatre amb Deepak Chopra i Jean Houston sobre el futur de Déu en un debat organitzat per ABC News Nightline. Harris va debatre amb el filòsof cristià William Lane Craig l'abril de 2011 sobre si pot haver-hi una moral objectiva sense Déu. Al juny i juliol de 2018, es va reunir amb el psicòleg canadenc Jordan Peterson per a una sèrie de debats sobre la religió, especialment la relació entre els valors religiosos i el fet científic per definir la veritat. Harris també ha debatut amb l'estudiós Reza Aslan.

### Pòdcast
El setembre de 2013, Harris va començar a publicar el pòdcast Waking Up (més tard el va reanomenar Making Sense). Els episodis varien en durada, però sovint duren més de dues hores. Els llançaments no segueixen un calendari habitual. El pòdcast té un gran nombre d'oients.

### Aplicació de meditació
El setembre de 2018, Harris va llançar una aplicació de curs de meditació, Waking Up with Sam Harris. L'aplicació ofereix meditacions diàries; meditacions guiades llargues; "Moments" diaris (meditacions breus i recordatoris); converses amb líders de pensament en psicologia, meditació, filosofia, psicodèlics i altres disciplines; una selecció de lliçons sobre diversos temes, com ara Mind & Emotion, Free Will i Doing Good; i més. Els usuaris de l'aplicació s'introdueixen en una sèrie de tipus de meditació, com ara la meditació de consciència, la meditació a l'estil vipassanā, la meditació de bondat i amor i Dzogchen.
El setembre de 2020, Harris va anunciar el seu compromís de donar almenys el 10% dels beneficis de Waking Up a organitzacions benèfiques altament efectives, convertint-se així en la primera empresa a signar el compromís de Giving What We Can per a les empreses. La promesa es va fer de manera retroactiva, tenint en compte els beneficis des del dia que es va llançar l'aplicació 2 anys abans.

## Visions

### Religió
Harris és conegut com un dels crítics més destacats de la religió, i és una figura destacada del moviment New Atheist. Harris s'oposa especialment al que es refereix com a creença dogmàtica, i diu que "Fingir saber coses que un no sap és una traïció a la ciència i, tanmateix, és l'ànima de la religió". Tot i que suposadament s'oposa a la religió en general i als seus sistemes de creences, Harris creu que no totes les religions es creen iguals. Sovint invocant el jainisme per contrastar l'Islam en conjunt, Harris destaca la diferència entre la doctrina i l'escriptura específica com l'indicador principal del valor d'una religió, o la seva manca. 
El 2006, Harris va descriure l'Islam com a "tot extremista i sense centre" i va escriure a The End of Faith que "la doctrina de l'Islam […] representa un perill únic per a tots nosaltres", argumentant que la Guerra contra el terrorisme és realment una guerra contra l'Islam. L'any 2014, Harris va dir que considera que l'Islam és "especialment bel·ligerant i contrari a les normes del discurs civil", ja que implica el que Harris considera que són "males idees, sostingudes per males raons, que condueixen a un mal comportament". El 2015 Harris i l'activista islàmic laic Maajid Nawaz van coescriure Islam and the Future of Tolerance. En aquest llibre, Harris argumenta que la paraula islamofòbia és un "mem perniciós", una etiqueta que impedeix la discussió sobre l'amenaça de l'islam. Harris va ser descrit el 2020 per Jonathan Matusitz, professor associat de la Universitat de Florida Central, com "un campió de l'esquerra antijihad".
Harris és crític amb la dreta cristiana en la política als Estats Units, culpant-los del focus polític en "pseudoproblemes com el matrimoni gai". També és crític amb el cristianisme liberal – com representa, per exemple, la teologia de Paul Tillich – que manifesta que basa les seves creences en la Bíblia tot i que en realitat està influenciada per la modernitat secular. A més, afirma que, en fer-ho, el cristianisme liberal proporciona cobertura retòrica als fonamentalistes.

### Espiritualitat
Harris sosté que "no hi ha res d'irracional en cercar els estats d'ànim que es troben al nucli de moltes religions. La compassió, el temor, la devoció i els sentiments d'unitat són sens dubte algunes de les experiències més valuoses que pot tenir una persona."
| «            | Tot el valor que la gent obté de la religió es pot tenir més honestament, sense suposar res amb proves insuficients. La resta és autoengany, musicat. | » |
| — Sam Harris | |   |

Harris rebutja la dicotomia entre espiritualitat i racionalitat, afavorint un camí mitjà que preservi espiritualitat i ciència però no impliqui la religió. Escriu que l'espiritualitat s'ha d'entendre a la llum de disciplines científiques com la neurociència i la psicologia. La ciència, sosté, pot mostrar com maximitzar el benestar humà, però pot no respondre a certes preguntes sobre la naturalesa de l'ésser, les respostes a algunes de les quals diu que es poden descobrir directament a través de la nostra experiència. La seva concepció de l'espiritualitat no implica una creença en cap déu.
A Waking Up: A Guide to Spirituality Without Religion (2014), Harris descriu la seva experiència amb Dzogchen, una pràctica de meditació budista tibetana, i la recomana als seus lectors. Escriu que el propòsit de l'espiritualitat (tal com ell la defineix; admet que els usos del terme són diversos i de vegades indefendibles) és prendre consciència que el nostre sentit del jo és il·lusori, i diu que aquesta realització aporta felicitat i comprensió de la naturalesa de consciència, reflectint les creences budistes bàsiques. Aquest procés de realització, argumenta, es basa en l'experiència i no depèn de la fe. Harris recomana especialment la tècnica de meditació "sense cap", tal com va escriure Douglas Harding.

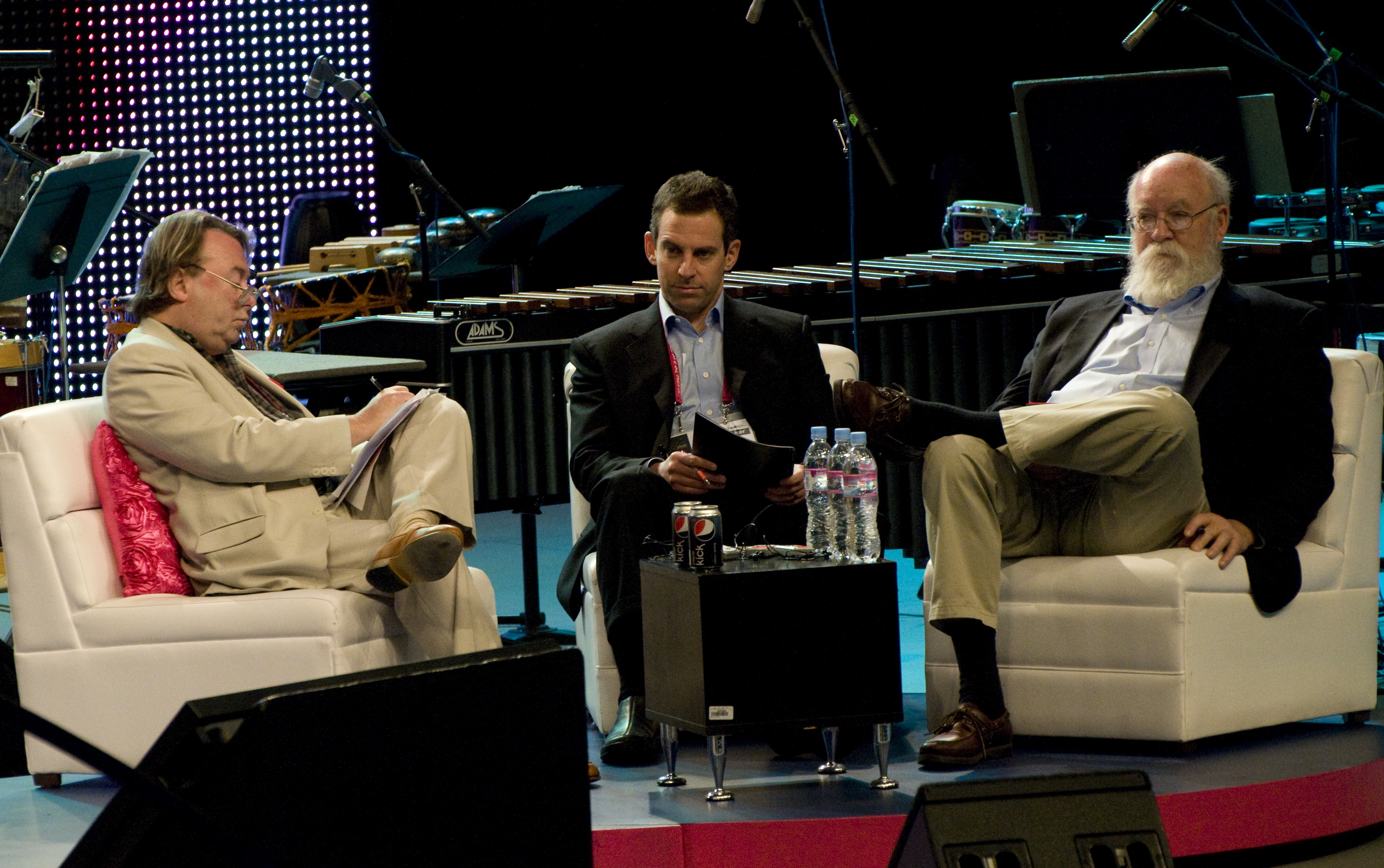
Christopher Hitchens, Sam Harris i Daniel Dennett a la Ciudad de las Ideas 2009.

### Ciència i moral
A The Moral Landscape, Harris argumenta que la ciència pot respondre als problemes morals i ajudar al benestar humà.

### Lliure albir
Harris diu que la idea del lliure albir "no es pot aplicar a cap realitat concebible" i és incoherent. Harris escriu a Free Will que la neurociència "revela que ets un titella bioquímic".

### Visions polítiques
Harris es descriu a si mateix com a liberal i mai no ha votat els republicans a les eleccions presidencials anteriors. Dona suport a augmentar els impostos als rics, despenalitzar les drogues i legalitzar el matrimoni entre persones del mateix sexe. En un article per al Los Angeles Times, Harris va dir que donava suport a la majoria de les crítiques contra la guerra de l'administració Bush a l'Iraq, i totes les crítiques a la política fiscal i al tractament de la ciència per part de l'administració. Harris també va dir que el liberalisme ha crescut "perillosament fora de contacte amb les realitats del nostre món" quan es tracta d'amenaces suposadament plantejades pel fonamentalisme islàmic. Harris és propietari d'armes i va escriure el 2015 que entenia l'hostilitat de la gent cap a la cultura de les armes als Estats Units i la influència política de la National Rifle Association, però va argumentar que hi ha un cas racional per a la propietat d'armes. Harris és un demòcrata registrat.
Durant les eleccions presidencials dels Estats Units de 2016, Harris va donar suport a Hillary Clinton a les primàries presidencials del Partit Demòcrata contra Bernie Sanders, i malgrat qualificar-la de "candidata terriblement defectuosa per a la presidència", la va afavorir a les eleccions generals i va sortir decididament en oposició a la candidatura de Donald Trump. Harris ha criticat Trump per mentir, afirmant el 2018 que Trump "ha agredit la veritat més que ningú en la història de la humanitat".
Durant les eleccions presidencials dels Estats Units del 2020, Harris va donar suport a Andrew Yang a les primàries demòcrates. Harris també va presentar Yang al podcaster Joe Rogan.

### Intel·ligència artificial
Harris ha discutit en profunditat el risc existencial de la intel·ligència general artificial. Ha fet una xerrada TED sobre el tema, argumentant que serà una gran amenaça en el futur i criticant l'escassetat d'interès humà sobre el tema. Argumenta que els perills de la intel·ligència artificial (IA) es deriven de tres premisses: que la intel·ligència és el resultat del processament de la informació física, que els humans continuaran innovant en la intel·ligència artificial i que els humans no estan a prop del màxim grau d'intel·ligència possible. Harris afirma que encara que la intel·ligència artificial superintel·ligent estigui a cinc o deu dècades de distància, l'escala de les seves implicacions per a la civilització humana justifica la discussió del problema en el present.

### Dark web intel·lectual
Harris va ser una vegada membre de la dark web intel·lectual, un grup que s'oposa a la correcció política i la política d'identitat. Altres membres del grup inclouen Joe Rogan, Bret Weinstein i Jordan Peterson. El 2021, Harris va dir al seu pòdcast que havia abandonat la dark web intel·lectual i va dir que va lliurar "la meva targeta de membre imaginària a aquesta organització imaginària".

## Polèmiques

### Polèmica de raça i coeficient intel·lectual
L'abril de 2017, Harris va generar controvèrsia en acollir el científic social Charles Murray al seu pòdcast, discutint temes com l'heretabilitat del coeficient intel·lectual i la raça i la intel·ligència. Harris va declarar que la invitació era per indignació per una protesta violenta contra Murray al Middlebury College el mes anterior i no per interès particular pel material en qüestió. L'episodi del pòdcast va obtenir crítiques significatives, sobretot de Vox i Slate. Harris i Murray van ser defensats pels comentaristes conservadors Andrew Sullivan i Kyle Smith. Harris i l'editor general de Vox, Ezra Klein, van parlar més tard de l'assumpte en una entrevista de pòdcast.

### Acusacions d'islamofòbia
Harris ha estat acusat d'islamofòbia pel periodista Glenn Greenwald i el lingüista i comentarista polític Noam Chomsky. Greenwald va acusar algunes de les declaracions de Harris d'islamòfobes, com ara: "la gent que parla amb més sensatesa sobre l'amenaça que l'Islam suposa per a Europa són en realitat feixistes" i "l'únic futur que els musulmans devots poden imaginar, com a musulmans, és un en què tots els infidels han estat convertits a l'islam, sotmesos políticament o assassinats". Després que Harris i Chomsky intercanviessin una sèrie de correus electrònics sobre terrorisme i política exterior dels EUA el 2015, Chomsky va dir que Harris no s'havia preparat adequadament per a l'intercanvi i que això va revelar que el seu treball era poc seriós. Kyle Schmidlin també va escriure a Salon que considerava a Chomsky el guanyador de l'intercanvi perquè els arguments de Harris es basaven excessivament en experiments de pensament amb poca aplicació al món real. En una entrevista del 2016 UpFront d'Al Jazeera English, Chomsky va criticar encara més Harris, dient que "s'especialitza en càrrecs histèrics i calumniosos contra persones que no li agraden".
Harris ha contestat que les seves opinions sobre aquest i altres temes sovint són tergiversades per "crítics poc ètics" que "deliberadament" consideren les seves paraules fora de context. També ha criticat la validesa del terme "islamofòbia". "La meva crítica a l'Islam és una crítica a les creences i les seves conseqüències, però els meus companys liberals ho veuen instintivament com una expressió d'intolerància cap a la gent", va escriure després d'un desacord amb l'actor Ben Affleck l'octubre de 2014 al programa Real Time with Bill Maher. Affleck havia descrit les opinions de Harris i de l'amfitrió Bill Maher sobre els musulmans com a "desagradables" i "racistes", i la declaració de Harris que "l'islam és la mare de les males idees" com una "cosa lletja de dir". Affleck també va comparar la retòrica de Harris i Maher amb la de les persones que utilitzen al·legats antisemites o defineixen els afroamericans en termes de crim intraracial. Diversos experts dels mitjans conservadors nord-americans, al seu torn, van criticar Affleck i van elogiar Harris i Maher per tractar el tema, dient que parlar-ne s'havia convertit en un tabú.
El diàleg de Harris sobre l'Islam amb Maajid Nawaz va rebre una combinació de crítiques sitives i crítiques mixtes. Irshad Manji va escriure: "Aquest estira-i-arronsa aclareix múltiples confusions que afecten la conversa pública sobre l'islam". Específicament, de Harris, va dir "[ell] té raó que els liberals han d'acabar amb el seu silenci sobre els motius religiosos darrere de gran part del terror islamista. Al mateix temps, hauria de cridar una altra doble moral que alimenta el reflex liberal per excusar els islamistes: els ateus no fan prou soroll sobre l'odi cap als musulmans."
Hamid Dabashi, professor de la Universitat de Colúmbia, va acusar Sam Harris de ser un "nou croat ateu" que mai no havia estudiat l'Islam a fons i no tenia una visió especial de cap comunitat musulmana a la terra. A més, va acusar Harris de participar en aquest llenguatge per justificar l'imperialisme occidental al món musulmà. Un article publicat a The Guardian va acusar Harris, juntament amb Milo Yiannopoulos, d'influir en els joves blancs perquè es converteixin en racistes i fanàtics antimusulmans.
Chris Hedges va acusar Harris "d'avançar en les agendes neoconservadores" i de defensar una política de primer atac nuclear contra els musulmans si un règim islamista mai obtenia armes nuclears, afirmant a The End of Faith: Religion, Terror, and the Future of Reason que "en tal situació, l'únic que pot garantir la nostra supervivència pot ser un primer atac nuclear".

### Comentaris sobre l'ordinador portàtil Hunter Biden
El 17 d'agost de 2022, Harris va aparèixer en un episodi del pòdcast Triggernometry, durant el qual va dir que si la història de l'ordinador portàtil de Hunter Biden es va ignorar intencionadament abans de les eleccions presidencials dels Estats Units del 2020, valia la pena fer-ho per evitar que Donald Trump fos reelegit. També va argumentar que "sigui quin sigui l'abast de la corrupció de Joe Biden... és infinitesimal en comparació amb la corrupció en què sabem que està involucrat Trump. És com una cuca de llum al sol". Els comentaristes de dretes i conservadors van criticar els seus comentaris, considerant-los "com una admissió de culpabilitat no només per al senyor Harris, sinó per als mitjans, el govern, Hunter Biden i tots els altres implicats en aquest suposat escàndol". En resposta a les crítiques, Harris va afirmar que "essencialment defensava un principi d'autodefensa" perquè considerava "Trump com una persona molt perillosa per triar", i va afegir que després que Trump es negués a concedir i transferir el seu poder a Biden, Harris "el veia encara més perillós (no obstant això, mai m'ha fet il·lusió que sigui Orange Hitler). També va afirmar que "Res del que vaig dir en aquest pòdcast tenia la intenció de suggerir que els demòcrates haurien tingut raó en cometre fraus electorals o prendre altres mesures il·legals per negar a Trump la presidència (ni crec que ho fessin)".

## Rebuda i reconeixement
La rebuda acadèmica i periodística a les obres i idees de Harris ha estat variada.
Els dos primers llibres de Harris, en què exposa les seves crítiques a la religió, van rebre crítiques negatives d'estudiosos cristians. De fonts seculars, els llibres van rebre una barreja de crítiques negatives i crítiques positives. A la seva ressenya de The End of Faith, l'historiador nord-americà Alexander Saxton va criticar el que va anomenar la "polèmica corrosiva i selectiva contra l'Islam" de Harris (èmfasi en l'original), que va dir que "oculta la realitat òbvia que la invasió de l'Iraq i la guerra contra el terrorisme està impulsada per irracionalitats religioses, cultivades i concedides a alts nivells polítics als EUA, i que són almenys comparables a la irracionalitat dels croats islàmics i els gihadistes". En canvi, Stephanie Merritt va escriure sobre el mateix llibre que "l'argument central de Harris a The End of Faith és sòlid: la religió és l'única àrea del coneixement humà en la qual encara és acceptable mantenir creences que daten de l'antiguitat i una societat moderna hauria de subjectar aquestes creences als mateixos principis que regeixen la investigació científica, mèdica o geogràfica, especialment si són inherentment hostils a aquells amb idees diferents".
Els dos llibres següents de Harris, que tracten qüestions filosòfiques relacionades amb l'ètica i el lliure albir, van rebre diverses crítiques acadèmiques negatives. En la seva revisió de The Moral Landscape, el neurocientífic Kenan Malik va criticar Harris per no implicar-se adequadament en la literatura filosòfica: "Imagineu-vos un sociòleg que va escriure sobre teoria de l'evolució sense discutir el treball de Darwin, Fisher, Mayr, Hamilton, Trivers o Dawkins sobre la base que no va arribar a les seves conclusions llegint sobre biologia i perquè discutir conceptes com "adaptació", "especiació", "homologia", "filogenètica" o "selecció de parentiu" "augmentaria la quantitat d'avorriment a l'univers". Ens hauríem de prendre gaire seriosament el seu argument?" El filòsof Daniel Dennett va argumentar que el llibre Free Will de Harris va refutar amb èxit la comprensió comuna del lliure albir, però que no va respondre adequadament a la comprensió compatibilista del lliure albir. Dennett va dir que el llibre era valuós perquè expressava les opinions de molts científics eminents, però que, tanmateix, contenia un "autèntic museu d'errors" i que "Harris i altres han de fer els deures si volen participar amb el millor pensament sobre el tema". D'altra banda, The Moral Landscape va rebre una crítica molt positiva dels psicòlegs James Diller i Andrew Nuzzolilli. A més, Free Will va rebre una revisió acadèmica mixta del filòsof Paul Pardi, que va reconèixer que, tot i que pateix algunes confusions conceptuals i que l'argument bàsic és una mica massa "casual", serveix com "una bona introducció a les idees clau de les teories fisicistes" de llibertat i voluntat".
El llibre de Harris sobre espiritualitat i meditació va rebre principalment crítiques positives així com algunes crítiques mixtes. Va ser elogiat per Frank Bruni, per exemple, que ho va descriure com "molt actual, profundament en contacte amb el nombre creixent d'americans que estan disposats a dir que no troben l'ajuda que anhelen, o una veritat que té sentit per a ells, en la religió organitzada".
El personal de Hatewatch del Southern Poverty Law Center (SPLC) va escriure que els membres del moviment "escèptics", del qual Harris és "una de les cares més públiques", ajuden a "canalitzar la gent cap a la dreta alternativa". Bari Weiss va escriure que l'SPLC havia tergiversat les opinions de Harris.
Harris va ser perfilat per Weiss a The New York Times com a part de la "Intellectual Dark Web " (un terme encunyat semi-irònicament per Eric Weinstein). Va descriure el grup com "una col·lecció de pensadors iconoclastes, renegats acadèmics i personalitats dels mitjans de comunicació que estan mantenint una conversa constant (en pòdcasts, YouTube i Twitter, i en auditoris plens) que sonen diferent de qualsevol altra cosa que passa, almenys públicament, a la cultura ara mateix". El novembre de 2020, Harris va declarar que no s'identificava com a part d'aquest grup.
El 2018, Robert Wright, professor visitant de ciència i religió a Union Theological Seminary, va publicar un article a Wired criticant Harris, a qui va qualificar de "molest" i "enganyat". Wright va escriure que Harris, tot i afirmar ser un defensor de la racionalitat, ignora els seus propis biaixos cognitius i es dedica a arguments defectuosos i inconsistents al seu llibre The End of Faith. Va escriure que "el famós defensor del nou ateisme està en una croada contra el tribalisme, però sembla inconscient de la seva pròpia versió". Wright va escriure que aquests biaixos estan arrelats en la selecció natural i afecten a tothom, però que es poden mitigar quan es reconeixen.
El Business Insider britànic va incloure el pòdcast de Harris a la seva llista de "8 pòdcasts que canviaran la manera de pensar sobre el comportament humà" el 2017, i PC Magazine el va incloure a la seva llista de "Els millors pòdcasts del 2018". El gener de 2020, Max Sanderson va incloure el pòdcast de Harris com a "elecció del productor" a una secció de "pòdcasts de la setmana" de The Guardian.
El primer llibre de Harris, The End of Faith (2004), va guanyar el premi PEN/Martha Albrand a la primera no-ficció.
El pòdcast Waking Up va guanyar el premi Webby 2017 per "People's Voice" a la categoria "Ciència i educació" a "Pòdcasts i àudio digital".
Harris va ser inclòs en una llista de les "100 persones vives amb més influència espiritual de 2019" a la Watkins Review, una publicació de Watkins Books, una llibreria esotèrica de Londres.

## Vida personal
Harris és un estudiant d'arts marcials i practica jujutsu brasiler.
L'any 2004, es va casar amb Annaka Gorton, autora i editora de llibres científics i de no-ficció després d'involucrar-se en un interès comú sobre la naturalesa de la consciència. Tenen dues filles i viuen a Los Angeles.
El setembre de 2020, Harris es va convertir en membre de Giving What We Can, una organització d'altruisme eficaç els membres de la qual es comprometen a donar almenys el 10% dels seus ingressos a organitzacions benèfiques efectives, com a individu i com a empresa amb Waking Up.

## Obres

### Llibres
- Harris, Sam (2004). The End of Faith: Religion, Terror, and the Future of Reason. W.W. Norton & Company. ISBN 0393035158. OCLC 62265386.
- Harris, Sam (2006). Letter to a Christian Nation. Alfred A. Knopf, Inc. ISBN 0307265773. OCLC 70158553.
- Harris, Sam (2010). The Moral Landscape: How Science Can Determine Human Values. Free Press. ISBN 978-1439171219. OCLC 535493357.
- Harris, Sam (2011). Lying. Four Elephants Press. ISBN 978-1940051000. Harris, Sam (2012). Free Will. Free Press. ISBN 978-1451683400.
- Harris, Sam (2014). Waking Up: A Guide to Spirituality Without Religion. Simon & Schuster. ISBN 978-1451636017.
- Harris, Sam; Nawaz, Maajid (2015). Islam and the Future of Tolerance: A Dialogue. Harvard University Press. ISBN 978-0674088702.
- Harris, Sam; Dawkins, Richard; Dennett, Daniel; Hitchens, Christopher (2019). The Four Horsemen: The Discussion that Sparked an Atheist Revolution. Bantam Press. ISBN 978-0593080399.
- Harris, Sam (2020). Making Sense: Conversations on Consciousness, Morality, and the Future of Humanity. Ecco. ISBN 978-0062857781.

### Documental
Amila, D. & Shapiro, J. (2018). Islam and the Future of Tolerance. United States: The Orchard.

### Articles avaluats per experts
- Harris, S.; Sheth, S. A.; Cohen, M. S. (Febrer 27, 2008). "Functional neuroimaging of belief, disbelief, and uncertainty". Annals of Neurology. 63 (2): 141–147. doi:10.1002/ana.21301. PMID: 18072236. S2CID 17335600.
- Harris, S.; Kaplan, J. T.; Curiel, A.; Bookheimer, S. Y.; Iacoboni, M.; Cohen, M. S. (Octubre 1, 2009). Sporns, Olaf (ed.). "The Neural Correlates of Religious and Nonreligious Belief". PLOS One. 4 (10): e7272. Bibcode:2009PLoSO...4.7272H. doi:10.1371/journal.pone.0007272. PMC 2748718. PMID: 19794914.
- Douglas, P. K.; Harris, S.; Yuille, A.; Cohen, M. S. (Maig 15, 2011). "Performance comparison of machine learning algorithms and number of independent components used in fMRI decoding of belief vs. disbelief". NeuroImage. 56 (2): 544–553. doi:10.1016/j.neuroimage.2010.11.002. PMC 3099263. PMID: 21073969.
- Kaplan, Jonas T.; Gimbel, Sarah I.; Harris, Sam (Desembre 23, 2016). "Neural correlates of maintaining one's political beliefs in the face of counterevidence". Scientific Reports. 6: 39589. Bibcode:2016NatSR...639589K. doi:10.1038/srep39589. PMC 5180221. PMID: 28008965.